# Daniel Peters (Politiker)

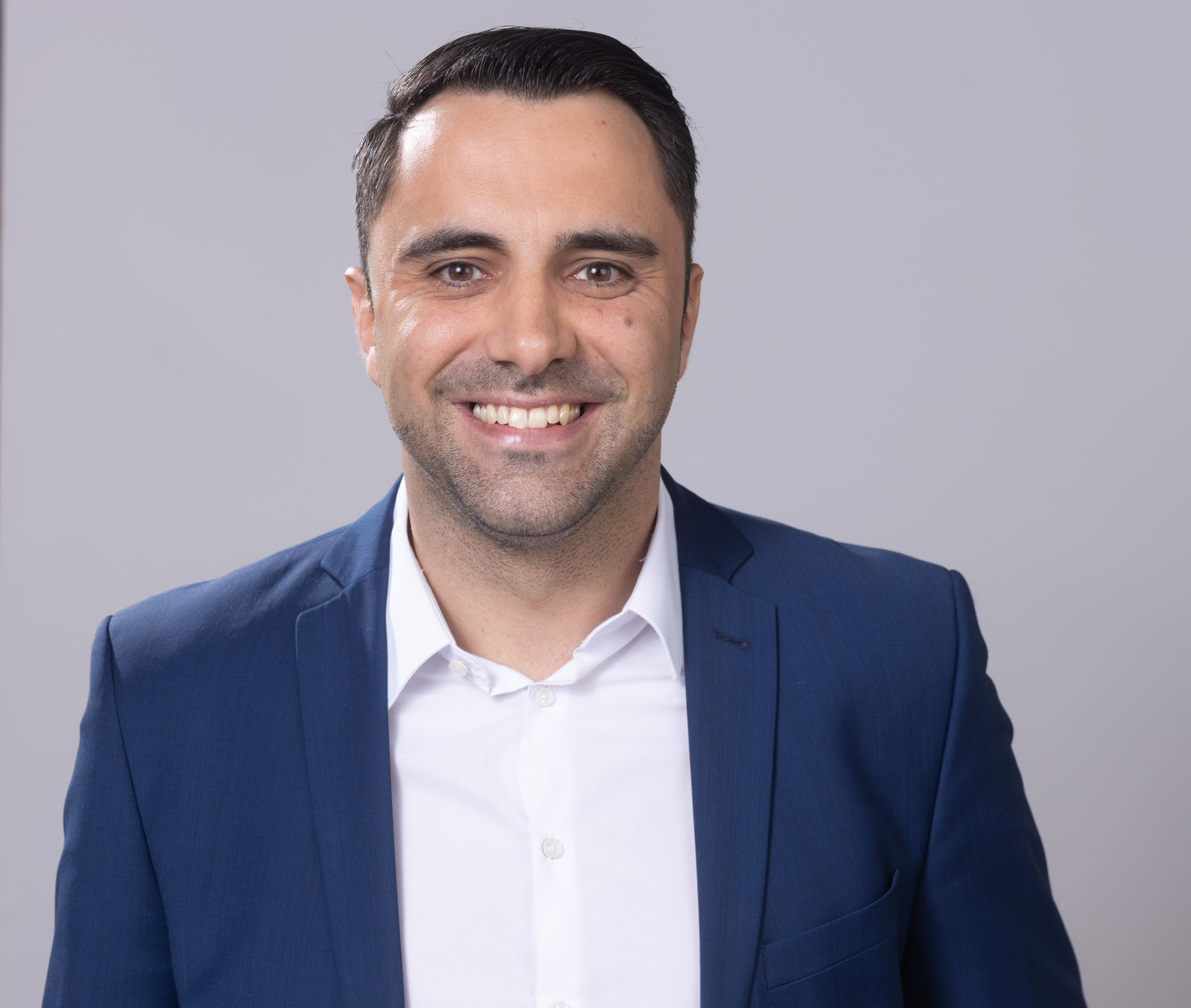
Daniel Peters 2021

Daniel Peters (* 11. Juni 1981 in Rostock) ist ein deutscher Politiker (CDU) und seit 2020 Mitglied des Landtages Mecklenburg-Vorpommern. Seit April 2024 ist er Landesvorsitzender der CDU Mecklenburg-Vorpommern und Vorsitzender der CDU-Fraktion im Landtag.

## Leben
Peters wurde in Rostock geboren und lebt dort. Er studierte Politikwissenschaften und Neuere Geschichte Europas an der Universität Rostock und war zehn Jahre lang als wissenschaftlicher Mitarbeiter beim Bundestagsabgeordneten Eckhardt Rehberg tätig. Bei den Kommunalwahlen 2014 gelangte er in die Rostocker Bürgerschaft, 2019 wurde er wieder gewählt. Dort ist er Vorsitzender der CDU/UFR („Unabhängige Bürger für Rostock“)-Fraktion. Zu den Schwerpunkten seiner politischen Arbeit zählen Sicherheit und Ordnung.
Bei der Landtagswahl in Mecklenburg-Vorpommern 2016 trat Daniel Peters an, wurde aber nicht gewählt. Er rückte am 3. März 2020 für den bisherigen CDU-Landes- und Fraktionsvorsitzenden Vincent Kokert in den Landtag nach. Bei der Landtagswahl 2021 wurde er erneut in den Landtag gewählt.
Im März 2022 wurde er zum Generalsekretär der CDU Mecklenburg-Vorpommern gewählt, er erhielt 95,1 Prozent Zustimmung auf dem Parteitag der CDU. Auf dem Landesparteitag am 13. April 2024 wurde er zum Landesvorsitzenden der CDU Mecklenburg-Vorpommern gewählt. In dieser Funktion ist er auch beratendes Mitglied im CDU-Bundesvorstand. Am 16. April 2024 wurde er zum Vorsitzenden der CDU-Fraktion im Landtag von Mecklenburg-Vorpommern gewählt.